# Emirado Xadádida
O Emirado Xadádida foi um Estado medieval eurasiático governado pela dinastia curda homônima, que controlou porções da Armênia e de Arrã de 951 até 1174. Durante esse longo período de dominação da Armênia, os xadádidas frequentemente se casaram com membros da dinastia Bagratúnio.
O ponto de partida dos xadádidas foi a cidade de Dúbio e, a partir dali, a família passou a controlar diversas outras grandes cidades, como Barda'a e Ganja. Um ramo cadete da dinastia governou também as cidades de Ani e Tiblíssi como recompensa pelos serviços prestados aos seljúcidas, de quem eram vassalos. Entre 1047 e 1057, os xadádidas se envolveram em diversas lutas contra o exército bizantino.

## História
Em 951, Maomé ibne Xadade se estabeleceu em Dúbio, porém, incapaz de resistir a uma incursão muçafírida, acabou fugindo para o reino armênio de Vaspuracânia. Seu filho, Ali Lascari ibne Maomé acabou com a influência muçafírida em Arrã depois de tomar Ganja em 971. Dali, seus domínios foram se expandindo pela Transcaucásia, chegando ao norte até Xancur e ao leste, até Barda'a. Seu irmão, Marzubã ibne Maomé, reinou depois dele. 
O terceiro filho de Maomé ibne Xadade, Alfadle I ibne Maomé, expandiu seu território durante seu longo reinado. Ele retomou Dúbio dos bagrátidas armênios em 1022 e suas campanhas contra eles tiveram variados graus de sucesso. Ele também atacou os cazares em 1030. No final deste mesmo ano, quando retornava de uma vitoriosa campanha na Geórgia, seu exército foi encurralado por forças georgianas e armênias e decisivamente derrotado.
Depois da derrota de Alfadle I, toda região mergulhou no caos, com o Império Bizantino pressionando os príncipes armênios e os turcos seljúcidas aumentando sua influência sobre a região de Arrã depois de um ataque a Dúbio. O poeta Catrã de Tabriz elogiou Ali II Lascari por sua vitória sobre os príncipes armênios e georgianos durante seu reinado em Ganja. Abu Açuar Xavur I ibne Alfadle I tomou o poder em 1049 e se estabeleceu em Ganja, mas foi o último xadádida a governar de forma independente, pois em 1067 Tugrul I chegou à Ganja e exigiu vassalagem. Depois disso, os turcos acabaram com a influência xadádida e passaram a governar diretamente a região de Arrã.
Conforme sua influência declinava, o filho de Abu Açuar, Alfadle II ibne Xavur I foi capturado pelos georgianos e, em 1075, Alparslano anexou o último dos territórios independentes da dinastia. Um ramo cadete da família continuou, porém, a governar Ani e Tiblíssi como vassalos do Grande Império Seljúcida até 1175, quando Maleque Xá I depôs o último emir xadádida de Ani.

## Monarcas xadádidas
- Maomé ibne Xadade (A.H. 340/951–971)
- Ali Lascari ibne Maomé (971–978)
- Marzubã ibne Maomé (978–986)
- Alfadle I ibne Maomé (AH 375–422/986–1031)
- Abulfate Muça (AH 422–425/1031–1034)
- Ali II Lachcari (AH 425–441/1034–1049)
- Anuxirvã ibne Ali II Lascari (AH 441 /1049)
- Abu Açuar Xavur I ibne Alfal I (AH 441–459/1049–1067)
- Alfadle II ibne Xavur I (AH 459–466/1067–1073)
- Asócio ibne Xavur I (AH 459/1067)
- Alfadle III ibne Alfadle II (AH 466–468/1073–1075)

### Emires em Ani
- Manucher (1072–1118)
- Abu Açuar Xavur II (1118–1124)
- Alfadle IV ibne Xavur II (1125–?)
- Maomé (?–1131)
- Cuschiquir (1131–?)
- Xadade (?–1155)
- Alfadle V (1155–1161)
- Xainxá (também chamado também "Sultão ibne Maomé"; 1164–1174)